# Matthew O'Neill
Matthew O'Neill, 1er Baron de Dungannon (Irlandais:Feardorcha Ó Néill) (né vers 1520 - mort en 1558) est un aristocrate irlandais issu des O'Neill du Tir Éogain .

## Biographie
Matthew est le fils ainé mais illégitime de  Conn Bacach O'Neill, roi de Tir Éogain, le plus puissant des seigneurs de l'Irlande gaélique du début du XVIe siècle.
Lorsque après le meurtre de son fils légitime ainé et tanaiste Phelim Caoch O'Neill, son père fait sa soumission au roi Henri VIII d'Angleterre qui s'était proclamé Roi d'Irlande il obtient le 1er octobre 1542 dans le cadre de la procédure de renonciation et restitution le titre de comte de Tyrone. Matthew qui l'avait accompagné en Angleterre est fait à cette occasion 1er Baron de Dugannon et son père obtient qu'il devienne son héritier présomptif au détriment des droits de ses autres fils légitimes plus jeunes et des principes de la tanistrie qui régissaient la dévolution des principautés gaéliques.
Cet accord est contesté par l'ainé des demi-frères de Matthew particulièrement Shane O'Neill, qui rassemble derrière lui un parti puissant. La réaction violente de Shane met à mal l'espoir du gouvernement anglais d'une succession pacifique. Matthew est tué par des hommes de Shane en 1558, un an avant la mort de leur père Conn Bacach O'Neill.
Dans sa tentative de se faire reconnaître le titre  de comte de Tyrone par la couronne Shane proclame que Matthew n'est pas réellement le fils de Conn mais celui d'un forgeron de Dundalk nommé Kelly dont l'épouse Alyson était  devenue la maitresse de son père. Shane tente ainsi de démontrer que les droits de Matthew sont faibles tant selon le principe de droit anglais de primogéniture que selon la coutume gaélique qui régit la succession de leur famille. Shane obtient ainsi la reconnaissance du titre de chef des O'Neills, mais il n'obtient jamais le titre de comte de Tyrone.

## Union et postérité
Matthew avait épousé Joanna (Siobhán), une fille de Constantine Maguire.
- Brian O'Neill, 2e baron de Dungannon, tué par ordre Shane O'Neill le 12 avril 1562;
- Hugh O'Neill ;
- Cormac O'Neill mac an Bharuin (tanaiste) ;
- Art O'Neill mac an Bharuin, († 1618), père de Owen Roe O'Neill.

La veuve de Matthew O'Neill se remarie après sa mort avec Sir Eoin O'Gallagher, un personnage influent du  Tyrconnell voisin.

## Source de la traduction
- (en) Cet article est partiellement ou en totalité issu de l’article de Wikipédia en anglais intitulé « Matthew O'Neill, 1st Baron Dungannon » (voir la liste des auteurs).